# Domezain-Berraute
Domezain-Berraute es una comuna francesa situada en el departamento de Pirineos Atlánticos, en la región de Nueva Aquitania.

## Demografía
| Gráfica de evolución demográfica de Domezain-Berraute entre 1800 y 2021 |
|                                                                         |

Fuentes: Ldh/EHESS/Cassini e INSEE.